# ZDoom
ZDoom es un Source-Port para el videojuego Doom diseñado a partir de su código abierto oficial. Está dirigido principalmente a Microsoft Windows, con algunas poco frecuentes actualizaciones en sus versiones para DOS y Linux. ZDoom recrea el doom original con muchas mejoras añadidas. Y es uno de los porteos para Doom más avanzados, añade importantes características no presentes en la versión desarrollada por id Software.
ZDoom puede ser usado y distribuido de manera gratuita. No está autorizada su venta. Estos son los términos consecuentes de la licencia bajo la que fue liberado el código de Doom, junto con la licencia de MIDAS Audio System, y la de Prometheus Truecolor, que forman parte del software incluido en ZDoom.

## Mejoras
- Soporte para algunas de las mejoras de edición de Hexen.
- Soporte para algunas de las mejoras de edición de Doom
- Soporte para Strife.
- Elimina los límites del motor gráfico original de Doom.
- Free look (mirar arriba o abajo con el ratón).
- Altas resoluciones de pantalla (con optimización para procesadores modernos).
- Transparencia (regular y aditiva).
- Una consola.
- Más formatos de música: MOD, XM, IT, S3M, MIDI, SPC, Ogg, MP3, and MUS
- Soporte para imágenes en formato PNG.
- Mejor soporte para el ratón
- Conexión limitada UDP heredada de Linux Doom
- Configuración de teclas estilo Quake
- Añade la posibilidad de saltar, agacharse y nadar.
- Mira.
- Caminar sobre y debajo de las cosas.
- Correr en Windows 95/98,Windows XP, Windows 7,Windows NT, Windows vista, Linux
- Antes proveía soporte para los juegos en línea de Doom Connector
- Soporte para skins.
- Soporte para pisos inclinados.
- Caja de cielo.
- Soporte para cargar parches DeHacked directamente.
- Fácil inicio de Wad.
- Abre los Mods en formato Wad.
- Autosave, es decir guarda automáticamente la partida al inicio de cada nivel.

## GZDoom
GZDoom es un trabajo derivado de este Source-Port que incluye además renderización OpenGL, efectos de luces dinámicas, soporte para modelos en 3D, entre otras mejoras que se añaden a las ya mencionadas.

## LZDoom
LZDoom es un trabajo derivado de GZDoom basándose en una versión antigua de este, No proporciona todas las funciones admitidas actualmente por GZDoom, pero a su vez es capaz de ejecutar el renderizado de hardware en hardware antiguo que no es compatible con las funciones modernas de OpenGL.